# Grabovac (Rakovica)
Grabovac is een plaats in de gemeente Rakovica in de Kroatische provincie Karlovac. De plaats telt 241 inwoners (2001).